# ГЕС Åna-Sira
ГЕС Åna-Sira — гідроелектростанція у південній частині Норвегії, неподалік узбережжя Північного моря на приблизно рівній відстані від Ставангера та Крістіансанна. Знаходячись після ГЕС Тонстад, становить нижній ступінь гідровузла Сіра-Квіна, який використовує ресурс із двох річок, що течуть у південному напрямку паралельно одна одній — Квіни (впадає до затоки Fedafjorden за сім десятків кілометрів на захід від Крістіансанна) та Сіри (має устя західніше від Квіни, за вісім десятків кілометрів на південний схід від Ставангера).
Відпрацьована ГЕС Тонстад вода потрапляє у вузьке, але витягнуте по долині Сіри на 25 км озеро Сірдалсватн, яке короткою — до 4 км — протокою з'єднане з наступним за течією річки озером Лундеватн, так само витягнутим у свої долині на кілька десятків кілометрів. Для покращення стоку з першої водойми частину зазначеної протоки поглибили та перетворили на канал, а на виході Сіри з Лундеватн звели невисоку греблю. Це дозволило перетворити обидва озера на спільно регульоване сховище з коливанням рівня між позначками 44 та 48,5 метра НРМ, що при значній площі поверхні забезпечує корисний об'єм у 161 млн м3 (втім, це не найбільший резервуар, котрий працює на ГЕС Åna-Sira — у верхній течії Сіри та Квіни створені такі водойми як Свартеватн та Roskreppfjord).
Від греблі Лундеватн через лівобережний масив прокладений дериваційний тунель довжиною 1,5 км з перетином 150 м2, який переходить у три напірні водоводи до машинного залу. Останній обладнаний трьома турбінами типу Френсіс потужністю по 50 МВт, дві з яких ввели в експлуатацію у 1971-му, а ще одну у 1989-му. При напорі у 48 метрів вони забезпечують виробництво 0,6 млрд кВт-год електроенергії на рік.
Відпрацьована вода по тунелю довжиною 0,2 км скидається до Сіри нижче від порогів Логсфоссен, за 5 км до устя річки.
Видачу продукції провадять по ЛЕП, які працюють під напругою 300 та 66 кВ.